# Pirâmide quadrada alongada
Em geometria, a pirâmide quadrada alongada é um dos Sólidos de Johnson (J8). Como o nome sugere, pode ser construída alongando-se uma pirâmide quadrada ao juntar um cubo a sua base quadrada. Como qualquer pirâmide alongada, o sólido resultante é topologicamente, mas não geometricamente, autodual.